# Lucia Scardoni
Lucia Scardoni, née le 22 mars 1991 à Vérone, est une fondeuse italienne. Sa discipline de prédilection est le sprint.

## Biographie
Son père, aussi fondeur a couru notamment la Vasaloppet et son compagnon Mattia Pellegrin est aussi fondeur.
En 2007, elle dispute ses premières manches dans la Coupe OPA, y obtenant une place dans le top 30. En 2009, Scardoni dispute son premier championnat du monde junior à Praz de Lys - Sommand, où elle est au mieux 22e du sprint.
En début d'année 2012, elle finit deux fois victorieuse en Coupe OPA à Arvieux, peu avant de faire ses débuts dans la Coupe du monde à Nové Město na Moravě (44e).  
En 2013, coup sur coup, elle prend part aux Championnats du monde des moins de 23 ans à Liberec (dixième du skiathlon notamment) et les Championnats du monde élite à Val di Fiemme (28e du trente kilomètres classique notamment).
En novembre 2015, lors du Ruka Triple, elle marque ses premiers points pour la Coupe du monde avec une 15e sur le sprint classique.
En 2018, elle prend part aux Jeux olympiques à Pyeongchang, où elle finit 24e du sprint classique (quart de finale), 39e du dix kilomètres libre, 41e du trente kilomètres classique et 9e du relais. En fin d'année 2018, elle signe son premier top dix en Coupe du monde, sur le sprint classique de Ruka avec une septième place (première demi-finale à ce niveau). Elle est plus tard, huitième au sprint de Cogne, en Italie 
Aux Championnats du monde 2019 à Seefeld, Scardoni obtient son meilleur résultat par équipes dans un événement majeur avec une septième place sur le relais.
Lors du Tour de ski 2019-2020, Scardoni  atteint le stade de la finale lors du sprint classique à Val di Fiemme (cinquième), soit son meilleur résultat individuel en carrière.
En 2020-2021, l'Allemagne lui réussit bien, terminant sixième du sprint libre à Dresde et quinzième du sprint aux Championnats du monde à Oberstdorf. Cet hiver, elle enregistre son meilleur classement général dans la Coupe du monde avec le trentième rang, et remporte le titre de championne d'Italie de sprint.

## Palmarès

### Jeux olympiques d'hiver
| Épreuve / Édition   | Sprint                           | Sprint    | 10 km | 10 km                            | Skiathlon 2 × 7,5 km | 30 km | Relais | Relais   |
| Épreuve / Édition   | libre                            | classique | libre | classique                        | Skiathlon 2 × 7,5 km | 30 km | Sprint | 4 × 5 km |
| JO 2018 Pyeongchang | Épreuve inexistante à cette date | 24e       | 39e   | Épreuve inexistante à cette date | —                    | 41e   | -      | 9e       |

Légende :
- : pas d'épreuve
- — : Non disputée par Scardoni

### Championnats du monde
| Épreuve / Édition           | Sprint                           | Sprint                           | 10 km                            | 10 km                            | Skiathlon 2 × 7,5 km | 30 km | Relais | Relais   |
| Épreuve / Édition           | libre                            | classique                        | libre                            | classique                        | Skiathlon 2 × 7,5 km | 30 km | Sprint | 4 × 5 km |
| Mondiaux 2013 Val di Fiemme | Épreuve inexistante à cette date | -                                | —                                | Épreuve inexistante à cette date | 42e                  | 28e   | —      | 8e       |
| Mondiaux 2017 Lahti         | -                                | Épreuve inexistante à cette date | Épreuve inexistante à cette date | 32e                              | -                    | -     | 10e    | 9e       |
| Mondiaux 2019 Seefeld       | 25e                              | Épreuve inexistante à cette date | Épreuve inexistante à cette date | 34e                              | -                    | -     | 11e    | 7e       |
| Mondiaux 2021 Oberstdorf    | Épreuve inexistante à cette date | 15e                              | 48e                              | Épreuve inexistante à cette date | -                    | -     | 11e    | -        |

Légende :
- : pas d'épreuve
- — : Non disputée par Scardoni

### Coupe du monde
- Meilleur classement général : 30e en 2021.
- Meilleur résultat individuel : 5e.

#### Classements en Coupe du monde
| Année     | Classement général final | Classement distance | Classement sprint |
| 2015-2016 | 66e                      | 80e                 | 47e               |
| 2016-2017 | 92e                      | 82e                 | 63e               |
| 2017-2018 | 83e                      |                     | 55e               |
| 2018-2019 | 56e                      | 65e                 | 33e               |
| 2019-2020 | 52e                      |                     | 29e               |
| 2020-2021 | 30e                      | 46e                 | 12e               |

### Championnats du monde de rollerski
Madona 2019 :
- -  Médaille d'argent sur le dix kilomètres classique.
  -  Médaille d'argent sur le sprint par équipes.

### Coupe OPA
- Première du classement général en 2015.
- Deuxième du classement général en 2012.
- 18 podiums individuels, dont 9 victoires.
- 1 victoire en relais.